# ولسوالی حصهٔ اول بهسود
حصهٔ اول بهسود یکی از ولسوالی‌های ولایت میدان وردک در شرق افغانستان است. جمعیت آن در سال ۲۰۲۰ میلادی، ۴۱٬۸۵۰ نفر اعلام شده‌است.

## گروهای قومی و مذهبی
اکثر مردم بهسود هزاره هستند. به لحاظ مذهبی شیعه مذهب استند. علاوه بر شعییان ۱۲ امامی تعداد زیادی از باشندگان بهسود شیعیان اسماعیلی استند. در طول تاریخ اسماعیلیان با تعبیض، تعصب و مشکلات حاد مذهبی رو برو بوده‌اند. در منطقه سیاه‌سنگ اکثراً اسماعیلیان زندگی می‌کنند.
قیوم خان فرزند آخند صافی از رهبران محلی اسماعیلیان بهسود از سوی یک تنظیم جهادی در یک مراسم عروسی ترور گردید.

## مکان‌های تاریخی و مذهبی
سرای سیاه سنگ: سرای است که از زمان تجارت راه ابریشم باقی مانده‌است.
جماعت‌خانه اسماعیلیان نیز از بناهای مشهور این منطقه است که قدامت نزدیک به ۶۰ سال دارد.

## شخصیت‌های نامدار حصه اول بهسود:
۱: استاد محمد کریم خلیلی
۲: محمد اسماعیل مبلغ
۳: روح‌الله نیکپا
۴: آخند صافی (شخصیت اجتماعی و مردمی اسماعیلیان بهسود)
۵: قیوم خان فرزند آخند صافی
۶: ملا عاصم: خطیب جماعت‌خانه اسماعیلیان سیاه‌سنگ، حاجی حسن‌خان